# Stuartfield
Stuartfield est un village situé dans l'Aberdeenshire, en Écosse.